# Desert Rose
Desert Rose é uma canção do músico britânico Sting, com participação do cantor raï argelino Cheb Mami, do álbum Brand New Day (1999) de Sting lançado pela Universal Music. É conhecido pelo dueto de Sting e Mami. Segundo o cantor Sting, a letra tem a ver com “amor perdido e saudades”.  Aproveitando uma onda de interesse pré -11 de setembro pelas culturas latina e árabe,    "Desert Rose" alcançou a No. 2 no Canadá, número 3 na Suíça, número 4 na Itália, número 15º no Reino Unido e 17º nos EUA e número 10º no Brasil.